# Convention du Mètre
La Convention du Mètre (chiamata Convenzione del Metro in italiano e Metre Convention in inglese) è un trattato internazionale sottoscritto da 17 stati il 20 maggio 1875 che ha stabilito le linee da seguire per la determinazione di unità di misura valide internazionalmente.
La Convention ha costituito tre organizzazioni con il compito di operare congiuntamente:
- il Bureau International des Poids et Mesures (BIPM) - un centro internazionale di metrologia con sede a Sèvres, nei dintorni di Parigi;
- la Conférence Générale des Poids et Mesures (CGPM) - riunione dei delegati di tutti gli stati membri che si riunisce ogni 4, 5 o 6 anni;
- il Comité International des Poids et Mesures (CIPM) - comitato amministrativo che si riunisce ogni anno presso il BIPM.

Questo trattato è stato sottoposto a revisione nella sesta Conférence Générale nel 1921. Il numero degli Stati firmatari è cresciuto a 21 nel 1900, 32 nel 1950, 44 nel 1975, 48 nel 1997, 49 nel 2001 e 51 dal 2005. Alla Convention du Mètre va fatta risalire la definizione del Sistema internazionale di unità di misura, noto con la sigla SI, sistema di unità introdotto ufficialmente dalla Conférence Générale del 1960 ed oggi adottato ovunque come sistema di validità internazionale.
Al 1º agosto 2011 gli Stati firmatari sono 55, oltre a 34 Stati associati.

## Firmatari originari
I 17 firmatari originari:
1. Argentina
2. Austria-Ungheria
3. Belgio
4. Brasile
5. Danimarca
6. Francia
7. Germania
8. Italia
9. Perù
10. Portogallo
11. Impero russo
12. Spagna
13. Svezia e  Norvegia
14. Svizzera
15. Impero ottomano
16. Stati Uniti
17. Venezuela

## Membri attuali
Gli attuali Stati membri
1. Arabia Saudita
2. Argentina
3. Australia
4. Austria
5. Belgio
6. Brasile
7. Bulgaria
8. Camerun
9. Canada
10. Rep. Ceca
11. Cile
12. Cina
13. Croazia
14. Danimarca
15. Rep. Dominicana
16. Egitto
17. Finlandia
18. Francia
19. Germania
20. Giappone
21. Grecia
22. India
23. Indonesia
24. Iran
25. Irlanda
26. Israele
27. Italia
28. Kazakistan
29. Kenya
30. Corea del Nord
31. Corea del Sud
32. Malaysia
33. Messico
34. Norvegia
35. Nuova Zelanda
36. Paesi Bassi
37. Pakistan
38. Polonia
39. Portogallo
40. Regno Unito
41. Romania
42. Russia
43. Serbia
44. Singapore
45. Slovacchia
46. Spagna
47. Stati Uniti
48. Sudafrica
49. Svezia
50. Svizzera
51. Thailandia
52. Turchia
53. Ungheria
54. Uruguay
55. Venezuela

### Associati
1. Albania
2. Bangladesh
3. Bielorussia
4. Bolivia
5. Bosnia ed Erzegovina
6. CARICOM
7. Costa Rica
8. Cuba
9. Ecuador
10. Estonia
11. Filippine
12. Georgia
13. Giamaica
14. Ghana
15. Hong Kong
16. Lettonia
17. Lituania
18. Macedonia del Nord
19. Malta
20. Mauritius
21. Moldavia
22. Montenegro
23. Panama
24. Paraguay
25. Perù
26. Seychelles
27. Slovenia
28. Sri Lanka
29. Taipei cinese
30. Tunisia
31. Ucraina
32. Vietnam
33. Zambia
34. Zimbabwe